# NGC 687
NGC 687 je galaksija u zviježđu Andromeda. Pripada galaktičkom skupu Abell 262. Otkrio ju je astronom William Herschel, 21. rujna 1786.

## Vanjske poveznice
- SEDS: NGC 0687